# Cairano
Cairano község (comune) Olaszország Campania régiójában, Avellino megyében. 

## Fekvése
A település egy, az Ofanto folyó völgyére néző dombra épült. Határai: Andretta, Calitri, Conza della Campania és Pescopagano.

## Története
Első említése 1096-ból származik, bár a történészek szerint alapításának ideje a római időkre tehető. A következő századokban nemesi birtok volt. A 19. században nyerte el önállóságát, amikor a Nápolyi Királyságban felszámolták a feudalizmust.  Lakosai elsősorban mezőgazdasággal és bortermeléssel foglalkoznak.

## Népessége
A népesség számának alakulása:

## Főbb látnivalói
- a cairanói vár romjai
- a 16. században épült San Martino-templom